# Индийски океан
Индийският океан е третият по големина океан на Земята (след Тихия и Атлантическия) и заема около 20% от водната повърхност на планетата, като по-голямата му част е разположена в Южното полукълбо.

## Eтимология
Древните гърци, на които им е известна западната му част с прилежащите морета и заливи, го наричат Еритрейско море (на старогръцки: Ἐρυθρά θάλασσα – „Червено“). Постепенно това име започва да се използва само за най-близкото море, а океанът получава названието си от Индия, по това време най-известната с богатствата си страна на неговите брегове. Така Александър Македонски през 4 век пр.н.е. го нарича Индикон пелагос (на старогръцки: Ἰνδικόν πέλαγος – „Индийско море“). Сред арабите е известен като Бар ел-Хинд (на арабски: المحيط الهندي – Индийски океан). От 16 век и сред европейците се утвърждава въведеното от римския учен Плиний Стари още през 1 век название Океанус Индикус (на латински: Oceanus Indicus) – Индийски океан).

## Географска характеристика

### Граници, географски показатели
На запад Индийският океан мие бреговете на Африка, на северозапад, север и североизток – бреговете на Азия, (бреговете на полуостровите Арабски, Индостан, Индокитай и Малака и част от бреговете на островите от Малайския архипелаг, на изток – бреговете на остров Нова Гвинея и Австралия, а на юг – бреговете на Антарктида (според други дефиниции – Южния океан). На югозапад границата му с Атлантическия океан се прекарва от най-южния нос на Африка – Иглен нос по 20°и.д., до Земя Кралица Мод в Антарктида. На югоизток границата му с Тихия океан се прекарва но 146°55'и.д., от най-южната точка на остров Тасмания до Бряг Крал Джордж V в Антарктида. На североизток чрез множество протоци (Малакски, Зондски, Ломбок, Сумба и др.) в Малайския архипелаг) се свързва с моретата на Тихия океан, на изток чрез протока Торесовия проток – с Коралово море на Тихия океан и на югоизток чрез Басовия проток – с Тасманово море на Тихия океан. Най-северната му точка ее намира в Персийския залив на 30°12'с.ш., а най-южната – в залива Брейдвик на море Рисер-Ларсен, на 70°18'ю.ш., на брега на Антарктида.
Дължина от запад на изток 10 300 km, от север на юг – 9520 km, площ заедно със съставните му морета е 74 917 хил. km², средна дълбочина 3897 m, максимална 9520 m (в Диамантената падина) среден обем 291 945 хил. km³ (без съставните морета съответно 73 442,7 хил. km², средна дълбочина 3963 m, среден обем 291 030 хил. km³

### Морета
Индийският океан за разлика от останалите океани има най-малко морета и те са предимно периферни. В крайната му северозападна част се намира полузатвореното Червено море, на север е Арабско море със своите три големи залива – Аденски, Персийски и Омански, а на североизток – Андаманско море. В най-източната му част между Малайския архипелаг, остров Нова Гвинея и Австралия са Тиморско и Арафурско море. В най-южната му част, край бреговете на Антарктида (според някои източници това са морета на Южния океан) от запад на изток са разположени моретата Рисер-Ларсен, Космонавти, Съдружедтво, Дейвис, Моусън и д'Юрвил.

### Острови
Островите в Индийския океан са сравнително малко. Най-големите от тях са с континентален произход и се намират в близост до бреговете му: Мадагаскар (4-ти по големина в света), Шри Ланка, Сокотра. В откритите му части са разположени предимно острови с вулканичен произход – Маскаренски (Реюнион, Мавриций и др.), Крозе, Кергелен, Принц Едуард и др. В тропическите ширини, върху вулканически конуси са образувани коралови острови – Коморски, Сейшелски, Малдивски, Лакадивски, Чагос, Кокосови, голяма част от Андаманските острови и др.

### Брегове
На северозапад и на изток преобладават коренните брегове, а на североизток и запад – наносните брегове. Различни участъци от крайбрежието имат разседен, делтов, ватен, коралов, мангров, естуарен, далматински, лагунен, лиманен и риасов характер. Като цяло бреговата линия на Индийския океан е слабо разчленена с изключение на северната му част. На запад по бреговете на Африка няма нито един голям залив. На север са разположени почти всичките му морета и големи заливи – Червено море, Арабско море със заливите Аденски, Персийски и Омански, Бенгалския залив и Андаманско море. На изток се намират няколко големи залива покрай бреговете на Австралия – Карпентария, Жозеф Бонапарт, Шарк, Големия Австралийски залив, Спенсър, Сент Винсент и др.
По бреговете на Индийския океан са разположени 39 суверенни държави и зависими територии (в курсив):
- Австралия
- Бангладеш
- Бахрейн
- Британска индоокеанска територия
- Джибути
- Египет
- Еритрея
- Израел
- Източен Тимор
- Индия
- Индонезия
- Ирак
- Иран
- Йемен
- Йордания
- Катар
- Кения
- Коморски острови
- Кувейт
- Мавриций
- Мадагаскар
- Майот о. (фр.)
- Малайзия
- Малдиви
- Мианмар
- Мозамбик
- Обединени арабски емирства
- Оман
- Пакистан
- Република Южна Африка
- Реюнион о. (фр.)
- Саудитска Арабия
- Сейшелски острови
- Сомалия
- Судан
- Тайланд
- Танзания
- Френски южни и антарктически територии

- Шри Ланка

### Климат
Климатът в северната част на океана е мусонен. През лятото, когато над Азия се развива област на ниско налягане, тук господстват югозападните ветрове, пренасящи екваториален въздух, а през зимата преобладават североизточните ветрове пренасящи тропичен въздух. На юг от 8 – 10°ю.ш. атмосферната циркулация се отличава с по-ясно изразено постоянство. Тук в тропическите (през лятото и в субтропическите) ширини господстват устойчивите югоизточни пасатни ветрове, а в умерените ширини – преместващи се от запад на изток извънтропически циклони. Често явление в западните му части през лятото и есента са ураганите. Средната температура на въздуха в северните му части през лятото е 25 – 27 °C, а край бреговете на Африка – до 23 °C. В южните му части, на 30°ю.ш. лятната температура се понижава до 20 – 25 °C, на 50°ю.ш. до 5 – 6 °C, а на юг от 60°ю.ш. – под 0 °C. През зимата температурата на въздуха се изменя от 27,5 °C на екватора, до 20 °C в северната му част, до 15 °C на 30°ю.ш., до 0 – 5 °C на 50°ю.ш. и под 0 °C южно от 55 – 60°ю.ш. В южните му субтропични ширини целогодишно температурата на въздуха на запад под влияние на топлото Мозамбикско течение е с 3 до 6 °C по-висока от тази на изток, която е под влиянието на студеното Западноавстралийско течение. Облачността в мусонната му северна част през зимата е от 10 до 30%, а през лятото до 60 – 70%. Тук през лятото се наблюдава най-голямо количество валежи. Средната годишна сума на валежите в източната част на Арабско море и в Бенгалския залив е над 3000 mm, на екватора 2000 – 3000 mm, а в западната част на Арабско море до 100 mm. В южните части на океана средната годишна облачност е 40 – 50%, а на юг от 40°ю.ш. – до 80%. Средногодишната сума на валежите в субтропичните райони е от 500 mm на изток, 1000 mm на запад, в умерените ширини над 1000 mm, а край бреговете на Антарктида се понижава до 250 mm.

### Флора и фауна
За част от крайбрежията на океана са характерни мангровите гори. В Индийския океан живеят редица интересни представители на животинския свят – летящи риби, ракоядни жаби, раци дървокатерачи, акули, водни змии, по крайбрежията – огромни водни костенурки и много птици. Край бреговете и в устията на реките обитава крокодилът гавиал, а в крайбрежните води се среща и бисерната мида.
Флората и фауната на океана и крайбрежните води е необичайно богата. Растителният свят е представен от кафяви, червени и зелени водорасли. Типични представители на зоопланктона са веслоногите рачета, сифонофорите и крилоногите молюски. Океанските води са населени от мекотели, калмари, ракообразни и лангусти. Рибите са изключително разнообразни. Типични представители тук са морските змии и дюгона.
Голяма част от океана лежи в тропическия и умерения пояс. В затоплените води живеят разнообразни корали, които са причина и са образуването на коралови атоли на места. Кораловите рифове са обитавани водни гъби, иглокожи и риби. Водите на океана са обитавани от гигантски медузи, често достигащи до 1 m в диаметър. От гръбначните животни често срещани са морски костенурки, тюлени, делфини и други китообразни. Орнитофауната е представена от птици-фрегати, албатроси и няколко вида антарктически пингвини.

## Геоложки строеж

### Геоложка история на формиране на океана
В ранноюрския период древният суперконтинент Гондвана започва да се разделя. В резултат на това се образуват Африканската плоча с Арабия, Индустан и Антарктида с Австралия. Процесът завършва на границата между периодите юра и креда (преди 140 – 130 милиона години), и след това започва да се образува младата падина на съвременния Индийски океан. През кредата, дъното на океана се разраства за сметка на преместването на Индостан на север и намаляването на площта на Тихия океан и океана Тетис. В края на периода започва разпадането на единния Австрало-Антарктически континент. По същото време, в резултат на образуването на нова рифтова зона, Арабската плоча се отделя от Африканската и се образуват Червено море и Аденския залив. В началото на кайнозойската ера разрастването на Индийския океан към страната на Тихия спира, но продължава към страната на Тетис. В края на еоцена – началото на олигоцена, Индостан се сблъсква с Азиатския континент и се образува Алпо-Хималайската планинска система.
В днешно време движението на тектоничните плочи продължава. Оси на това движение са средноокеанските рифтови зони на Африканско-Антарктическия хребет, Централноиндийския хребет и Австрало-Антарктическото възвишение. Австралийската плоча продължава движението си на север със скорост 5 – 7 см на година. В същата посока, със скорост 3 – 6 см на година продължава движението си и Индостанската плоча. Арабската се движи на североизток със скорост 1 – 3 см на година. От Африканската по Източноафриканската рифтова зона продължава отделянето на Сомалийската плоча, която се движи със скорост 1 – 2 см на година в североизточна посока. На 26 декември 2004 г. в Индийския океан, близо до остров Симьолуе, разположен край северозападния бряг на Суматра (Индонезия), се случва най-голямото земетресение в цялата история на наблюдението им – с магнитуд до 9,3. Причина е изместването на около 1200 km (по някои оценки – 1600 km) земна кора на разстояние 15 м в зоната на субдукция, в резултат на което Индостанската плоча се подпъхва под Бирманската. Земетресението предизвиква цунами, нанесло огромни разрушения и причинило смъртта на до 300 хиляди души..

### Релеф на дъното
Дъното на Индийския океан е пресечено от север на юг от Източноиндийския хребет с дължина около 5000 km, съединяващ се на юг с широкия Западноавстралийски хребет. Средноокеанският хребет се състои от 3 части, отделящи се от центъра: на север е Арабско-Индийският, на югозапад – Западноиндийският, а на югоизток – Югоизточноиндийският хребет. Морските утайки в близост до континентите са главно теригенни, до 4000 m дълбочина – карбонатни фораминиферови и коколитови тини, а на по-големи дълбочини – кремъчни тини или червени дълбоководни глини. Континенталният шелф на Индийския океан е сравнително тесен, средно около 200 km. Изключение прави шелфът западно от Австралия, чиято ширина надхвърля 1000 km.

#### Средноокеански хребет
Средноокеанският хребет дели дъното на Индийския океан на три сектора: Африкански, Индоавстралийски и Антарктически. Самият той се дели на четири средноокеански части: Западноиндийски, Арабско-Индийски, Централноиндийски хребети и Австрало-Антарктическо възвишение. Западноиндийският хребет е разположен в югозападната част на океана. За него са характерни подводен вулканизъм, сеизмичност, кора от рифтогенален тип и рифтова структура на осовата зона. Той е пресечен от няколко океански разлома със субмеридионално положение. В района на остров Родригес (Маскаренските острови) съществува така нареченото тройно съединение, където системата хребети се разделя на север на Арабско-Индийски хребет и на югозапад на Централноиндийски хребет. Арабско-Индийският е образуван от основни скали, изявени са редица разломи със субмеридионално разположение, с които са свързани океански падини с дълбочина до 6,4 km. Северната част на хребета е пресечена от най-големия разлом – Оуен, по който северния край на хребета се е изместил с 250 km на север. Рифтовата зона продължава на запад в Аденския залив и на север-северозапад в Червено море. Тук рифтовата зона е образувана от карбонатни отлагания от вулканична пепел.
В югоизточна посока от тройното съединение се простира Централноиндийския хребет, притежаващ добре изразена рифтова и флангова зони, който завършва на юг с вулканичното плато Амстердам с вулканичните острови Сен Пол и Амстердам. От това плато, на изток-югоизток се простира Австрало-Антарктическото възвишение. В източната си част, възвишението е разделено от серия меридионални разломи на редица сегменти, изместени една спрямо друга в медиална посока.

#### Африканска част
Подводната граница на Африка има тесен шелф и ясно изразен континентален склон различно с ръб на платото и континентално подножие. В южната си част, африканския континент образува издадени на юг места: подводната банка Агуляс, Мозамбикския и Мадагаскарския хребети, образувани от земна кора от континентален тип. Континенталното подножие образува разширяваща се на юг покрай бреговете на Сомалия и Кения наклонена равнина, която продължава в Мозамбикския проток и заобикаля остров Мадагаскар от изток. На изток сектора преминава в Маскаренския хребет, в северната част на който се намират Сейшелските острови.
Повърхността на дъното на океана в тази част, особено покрай подводните хребети, е разчленена от множество била и котловини, свързани със зони на разломи със субмеридиална посока. Има много подводни вулканични планини, повечето от които са надстроени с коралови образувания под формата на атоли и подводни коралови рифове. Между планинските възвишения има депресии по дъното на океана с хълмист и планински релеф – котловината Агуляс, Мозамбикската, Мадагаскарската, Маскаренската и Сомалийската котловини. В Сомалийската и Маскаренската са образувани обширни плоски абисални равнини, където постъпва значителен обем теригенен и биогенен утаечен материал. В Мозамбикската котловина е разположена подводната долина на реки Замбези.

#### Индоавстралийска част
Индоавстралийският сегмент заема половината площ на Индийския океан. На запад в меридионална посока се простира Малдивския хребет, по чиито върхове са разположени Лакадивските, Малдивските острови и островите Чагос. Хребетът е образуван от кора от континентален тип. Покрай бреговете на Арабия и Индустан се намират доста тесен шелф, тесен и стръмен континентален склон и доста широко континентално подножие, основно образувано от двата изнесени гигантски утаечни конуса на реките Инд и Ганг. Тези реки изнасят в океана по 400 милиона тона материал. Индийският конус навлиза далеч в пределите на Арабската котловина. Само южната част на тази котловина е заета от плоска абисална равнина с отделни подводни планини.

#### Подводна граница на Австралийския континент
Северната част на австралийския континент е обградена от широкия Сахулски шелф с множества коралови образувания. На юг шелфът се стеснява и отново разширява към крайбрежието на южна Австралия. Континенталният склон е образуван от гранични плата (най-големите от които са платото Ексмут и Платото на Натуралистите). В западната част на Западноавстралийската котловина са разположени възвишенията Зенит, Кювие и други, които са части от континенталната структура. Между южната подводна граница на Австралия и Австрало-Антарктическото възвишение се намира малката Южноавстралийска котловина, представляваща плоска абисална равнина.

#### Антарктически сегмент
Антарктическата част е ограничена от Западноиндийския и Централноиндийския хребети, а от юг – от бреговете на Антарктида. Под въздействието на тектонични и гласиологични фактори, шелфът на Антарктида е вдълбочен. Широкият материков склон е прорязан от големи и широки каньони, по които се извършва оттока на студените води от шелфа в абисалните падини. Континенталното подножие на Антарктида се отличава с широки и значителни (до 1,5 км) големи неконсолидирани седименти.
Най-голямата издатина на Антарктическия континент са Кергеленското плато, и вулканичните възвишение на островите Принс-Эдуард и Крозе, които делят антарктическия сектор на три котловини. На запад е разположена Африканско-Антарктическата котловина, която наполовина се намира в Атлантически океан. Голяма част от нейното дъно е плоска абисална равнина. Разположената на север котловина Крозе се отличава с хълмист релеф на дъното. Австрало-Антарктическата котловина, лежаща на изток от Кергелен, в южната си част е заета от плоска равнина, а в северната – от абисални хълмове.

## Хидроложки режим

### Течения
Циркулацията на повърхностните води в северната част на океана има мусонен характер: през лятото са характерни североизточните и източните течения, а през зимата – югозападните и западните. В зимните месеци между 3° и 8°ю.ш. се проявява Междупасатното (Екваториално) противотечение. В южната част на океана циркулацията на водите образува антициклонален кръговрат, който се формира от топлите течения – Южнопасатно на север, Мадагаскарско и Игленно на запад и студените течения на Западните ветрове на юг и Западноавстралийското на изток. На юг от 55°ю.ш. се развиват няколко слаби циклонални кръговрата на водите, като край бреговете на Антарктида са с направление изток-запад.

### Топлинен баланс
В топлинния баланс на Индийския океан преобладават положителните съставящи: между 10° и 20°с.ш. 3,7 – 6,5 Gdj/m2×год. (88 – 156 Kcal/cm2×год.); между 0° и 10°ю.ш. 31,0 – 1,8 Gdj/m2×год. (25 – 43 Kcal/cm2×год.); между 30° и 40°ю.ш. 0,67 – 0,38 Gdj/m2×год. (от -16 до 9 Kcal/cm2×год.); между 40° и 50°ю.ш. 2,34 – 3,3 Gdj/m2×год. (56 – 80 Kcal/cm2×год.); на юг от 50°ю.ш. от -1,0 до -3,6 Gdj/m2×год. (от -24 до -86 Kcal/cm2×год.). В разходната част на топлинния баланс северно от 50°.ш. основно роля принадлежи на разхода на топлина за изпарение, а на юг от 50°ю.ш. – от топлообмена на водата с атмосферата.

### Температура на водата
Температурата на водата на повърхността на океана достига максимум (над 29 °C) през май в северната му част. През лятото на север от екватора тя е 27 – 28 °C и само край бреговете на Африка се понижава до 22 – 23 °C под влияние на издигането към повърхността на хладни дълбочинни води. На екватора температурата на водата е 26 – 28 °C, на 30°ю.ш. 16 – 20 °C, на 50°ю.ш. до 3 – 5 °C и южно от 55°ю.ш. под -1 °C. През зимата на север от екватора температурата е 23 – 25 °C, на екватора 28 °C, на 30°ю.ш. 21 – 25 °C, на 50°ю.ш. от 5° до 9 °C, на юг от 60°ю.ш. температурите са отрицателни. В субтропичните ширини температурата на водата на запад е с 3° до 5 °C по-висока от тази на изток.

### Соленост, плътност, цвят
Солеността на водата зависи от водния баланс, който се образува на повърхността на Индийския океан от изпарението-1380 mm/год.), валежите 1000 mm год.) и притока на речна вода (70 cm/год.). Основен приток на сладка вода постъпва от реките: Лимпопо, Замбези, Рувума, Руфиджи, Джуба Шат-ел-Араб, Инд, Нармада, Тапти, Кришна, Годавари, Ганг с Брахмапутра, Иравади, Салуин и др. Най-висока соленост се отбелязва в Персийския залив (37 – 39‰), в Червено море 41‰) и Арабско море (над 36,5‰). В Бенгалския залив и Андаманско море тя се понижава до 32,0 – 33,0‰, в южните тропически части – до 34,0 – 34,5‰. В южните субтропични ширини солеността превишава 35,5‰ (максимум 36,5‰ през лятото, 36,0‰ през зимата), а на юг от 40°ю.ш. се понижава до 33,0 – 34,3‰.
Най-голяма е плътността на водата в антарктическите ширини (1027 kg/m3), а най-малка (1018, 1022 kg/m3) – в североизточните му части и Бенгалския залив. В северозападната му част плътността съставлява 1024 – 1024,5 kg/m3. Съдържанието на кислород в повърхностния слой вода се увеличава от 4,5 ml/l в северните му части до 7 – 8 ml/l на юг от 50°ю.ш., в дълбочина постипенно се увеличава и в придънния слой съставлява 4,03 – 4,68 ml/l. Цветът на водата е предимно син, в антарктическите ширини сив, на места със зеленикав оттенък.

### Приливи, ледови явления
Като правило приливите в Индийския океан са слаби (край откритите му брегове и по островите от 0,5 до 1,6 m) и само във „върховете“ на някои заливи те достигат 5 – 7 m (в Камбейския залив 11,9 m). Приливите имат предимно полуденонощен характер. Ледови явления се наблюдават във високите южни ширини и заедно с откъсващите се от шелфовите ледници на Антарктида айсберги се отнасят от ветровете и теченията в северно направление – до 55°ю.ш. през август и до 65 – 68°ю.ш. през февруари.

### Дълбочинна циркулация
Дълбочинната циркулация и вертикалната структура на Индийския океан се формира от води, потъващи надолу в субтропичните (повърхностни води) и антарктичните (междинни води) зони на дивергенция и покрай континенталния склон на Антарктида (придънни води), а също и от постъпващите от Червено море и Атлантическия океан (дълбочинни води). Подповърхностните води на дълбочина от 100 – 150 m до 400 – 500 m температура от 10° до 18 °C и соленост 35,0 – 35,7‰; междинните води на дълбочина от 400 – 500 m до 1000 – 1500 m температура от 4° до 10 °C и соленост 34,2 – 34,6‰; дълбочинните води на дълбочина от 1000 – 1500 m до 3500 m температура от 1,6° до 2,8 °C и соленост 34,38 – 34,78‰; придънните води на дълбочина под 3500 m на юг имат температура от -0,07° до -0,24 °C и соленост 34,37 – 34,69‰, а на север – около 0,5 °C и соленост 34,69 – 34,7‰ съответно.

## История на изследванията на Индийския океан
Историята на изследванията на Индийския океан може да бъде разделена на 3 периода: от древните плавания со 1772 г., от 1772 до 1873 г. и от 1873.

### Изследвания от древността до 1772 г.
Бреговете на Индийския океан са един от районите на разселване на древните народи и място на възникване на първите крайречни цивилизации. В древността, хората използват съдове с платна като джонки и катамарани за плавания при попътни мусони, от Индия до Източна Африка и обратно. 3500 години пр.н.е., египтяните водят оживена морска търговия със страните от Арабския полуостров, Индия и Източна Африка. Около 3500 години пр.н.е., страните от Месопотамия извършват морски походи до Арабия и Индия. През 6 век пр.н.е., финикийците, според гръцкия историк Херодот, извършват плавания от Червено море по Индийския океан до Индия и около Африка. През 6 и 5 век пр.н.е. персийски търговци пътуват от устието на река Инд до и по протежение на източното крайбрежия на Африка. В края на индийския поход на Александър Македонски през 325 г. пр.н.е., гърците, с огромен за времето си флот с пет хиляди души екипаж, в тежки условия на бури извършват многомесечно плаване между устията на реките Инд и Ефрат. Византийските търговци през 4 – 6 век проникват по море на изток в Индия, а на юг – в Етиопия и Арабия. От 7 век, арабските кораби започват интензивно изследване на Индийския океан. Те отлично разучават крайбрежията на Източна Африка, Западна и Източна Индия, островите Сокотра, Ява и Цейлон, посещават Лакадивските и Малдивските острови, островите Сулавеси, Тимор и много други.
В края на 13 век, венецианският пътешественик Марко Поло, при обратния си път от Китай преминава през Индийския океан от Малакския до Ормузкия пролив, посещавайки Суматра, Индия, Цейлон. Пътешествието е описано в неговата „Книга за разнообразието на света“, която оказва значително влияние върху мореплавателите, картографите и писателите от Средновековието в Европа.
Китайски джонки извършват походи покрай азиатските брегове на Индийския океан и достигат източните брегове на Африка (например седемте пътешествия на Чжън Хъ в периода 1405 – 1433 г.). През 1498 г., експедиция под ръководството на португалския мореплавател Васко да Гама, заобикаля Африка от юг, преминава покрай източния бряг на континента и достига Индия. В 1642 г. холандската източноиндийска компания организира експедиция от два кораба под командването на капитан Абел Тасман. В резултат на експедицията е изследвана централната част на Индийския океан и е доказано, че Австралия е континент. През декември 1771 и януари 1772 г. британската експедиция под командването на великия английски мореплавател Джеймс Кук първа пресича Южната полярна окръжност и достига на юг в Индийския океан до 67°15'ю.ш. Тя е първата експедиция, която доставя първия научен материал за хидрологията, метеорологията и океанографията на океана.

### Изследвания от 1772 до 1873 г.
Вторият период се ознаменува с началото на дълбоководните изследвания проведени за първи път от Джеймс Кук през 1772 г., а след това продължени от други експедиции: Ото Коцебу на кораба „Рюрик“ (1818 г.), Пален на кораба „Циклон“ (1858 – 1859 г.) и др.

### Изследвания след 1873 г.
Третия период от изследването на Индийския океан се характеризира с проведените комплексни океанографски изследвания, като до 1960 г. те са се осъществявали на отделни кораби. От 1872 до 1876 г. (във водите на океана 1873 – 1874 г.) е проведена първата научна океанографска експедиция на английската ветроходно-парна корвета „Чалънджър“ и са получени нови данни за състава на водите в океана, за растителността и животинските видове, за релефа на дъното, съставена е първата дълбоководна карта на океана и е събрана първата колекция от дълбоководни морски видове. Околосветската експедиция на руската ветроходно-винтова корвета „Витяз“ през 1886 – 1889 г. (във водите на океана 1886 г.) под ръководството на океанографа Степан Макаров провежда мащабна изследователска работа в Индийския океан. Голям принос в изследването на океана имат океанографските експедиции на германските кораби „Валкирия“ (1898 – 1899) и „Гаус“ (1901 – 1903), на английския кораб „Дискавъри II“ (1930 – 1951), съветския експедиционен кораб „Об“ (1956 – 1958) и други. В периода 1960 – 1965 г., под егидата на Междуправителствените океанографски експедиции към ЮНЕСКО, е проведена международната Индоокеанска експедиция. Тя е най-голямата от всички експедиции, работили някога в Индийския океан. Програмата на океанографските работи охваща наблюдения над почти целия океан, което способства за участието в изследванията на учени от близо 20 страни и множество изследователски съдове – „Витяз“, „А. И. Воейков“, „Ю. М. Шокалский“, немагнитната шхуна „Заря“ (СССР), „Натал“ (ЮАР), „Диамантина“ (Австралия), „Кистна“ и „Варуна“ (Индия), „Зулфиквар“ (Пакистан). В резултат на експедицията са събрани нови ценни данни по хидрология, хидрохимия, метеорология, геология, геофизика и биология на Индийския океан. От 1972 г. на американския кораб „Гломар Чалънджър“ се провеждат регулярни дълбоководни изследвания по изучаването на преноса на водни маси на голяма дълбочина и биоложки изследвания.

## Природни ресурси
Много са богатствата на океана, използвани от хората – риба, скариди, раци, калмари. В крайбрежните райони се добива нефт – особено в Персийския залив, а също в района на остров Суматра и Северозападна Австралия, От дъното на океана се добиват калаени и манганови руди. Сред най-големите пристанища на брега на океана са Аден, Бомбай (Мумбай), Коломбо, Мадрас. В северната част на Индийския океан особено силно е развит морският транспорт. Чрез Суецкия канал се осъществяват оживени връзки с Европа. Огромни танкери от Персийския залив пренасят нефт до пристанищата на други континенти. Добивът на нефт и интензивния морски транспорт често водя до замърсяване на океанските води и до създаване на критична екологична обстановка.

## Други данни
Често в Аденски залив се наблюдава светене на водите. Промишленият риболов е предимно в западната част. В шелфа на северозападната част на Индийския океан (Персийски залив) е най-богатият с нефт район. В крайбрежните наслаги на полуостров Индостан, Шри Ланка, Западна Австралия се добиват редки метали. Индийският океан е важен в транспорта на петрол от района на Персийския залив и Индонезия към Китай, Австралия, Индия и Европа.
Районът около Оманския залив е известен с нападения над търговски кораби от страна на съвременни сомалийски пирати.

## Пристанища
- Австралия – Мелбърн, Аделейд, Пърт, Даруин
- Бангладеш – Читагонг
- Бахрейн – Манама
- Джибути – Джибути
- Египет – Суец
- Еритрея – Масауа, Асеб
- Израел – Ейлат
- Източен Тимор – Дили
- Индия – Калкута, Мадрас, Кочин, Мумбай
- Индонезия – Медан, Паданг
- Ирак – Басра
- Иран – Абадан, Бандар Абас
- Йемен – Аден
- Йордания – Акаба
- Катар – Доха
- Кения – Момбаса
- Коморски острови – Морони
- Кувейт – Ел Кувейт
- Мавриций – Порт Луи
- Мадагаскар – Диего Суарес, Мадзунга, Тулеар, Форт Дофин, Манакара, Таматаве
- Малайзия – Пинанг
- Малдиви – Мале
- Мианмар – Янгон, Моламяйн
- Мозамбик – Мапуту, Бейра, Мозамбик
- Обединени арабски емирства – Абу Даби, Дубай
- Оман – Маскат
- Пакистан – Карачи
- Република Южна Африка – Порт Елизабет, Източен Лондон, Дърбан
- Реюнион – Сен Дени
- Саудитска Арабия – Дамам, Джида
- Сейшелски острови – Виктория
- Сомалия – Могадишо, Бербера
- Судан – Порт Судан
- Тайланд – Пхукет
- Танзания – Дар ес Салам
- Шри Ланка – Коломбо, Тринкомали